# Isabella Leonarda
Isabella Leonarda (Novara, 6 settembre 1620 – 25 febbraio 1704) è stata una compositrice e religiosa italiana.

## Biografia
Isabella Leonarda (a volte si trova citata come Isabella Leonardi) era figlia del conte  Giannantonio Leonardi e di Apollonia Sala. All'età di sedici anni entrò come novizia nel Collegio di Sant'Orsola di Novara, dove fu consacrata monaca nel 1639. L'istruzione musicale di base le fu probabilmente impartita da Elisabetta Casata, organista e maestra di musica. Nel 1686 divenne la Madre Superiora e nel 1696 Madre Vicaria.
Isabella Leonardi è considerata la prima donna ad aver pubblicato sonate per 1, 2, 3 e 4 strumenti. Nelle sue opere prevale il mottetto per voce solista, con accompagnamento di organo e, a volte, di altri strumenti.
Attratta fin da giovanissima dalla musica - per un breve periodo fu anche maestra di cappella - pubblicò i suoi primi spartiti nel 1640, in una raccolta realizzata da Gasparo Casati, maestro di Cappella nel Duomo di Novara. In seguito pubblicò circa 200 composizioni sacre - tra messe, mottetti solistici e musica strumentale per archi e basso continuo. Le sue musiche ancora oggi sono inserite in concerti o eseguite durante funzioni religiose.
La sua produzione comprende 122 Mottetti, 18 Concerti sacri, 12 Sonate a 1, 2, 3, e 4 istromenti, 17 Messe e 11 Salmi concertati. Testi che accompagnano alcune sue musiche forse furono da lei scritti. Ha abbellito il canto di vocalismi, in particolare nella esecuzione degli Alleluia. Musicista raffinata e di grande impatto emotivo, figura caratteristica della musica barocca, i suoi spartiti sono stati oggetto di recenti riedizioni e sono state pubblicate registrazioni sonore delle sue musiche, sia in Italia sia all'estero.

## Opere
Opere di Isabella Leonarda:
- Edizioni d'epoca di spartiti:

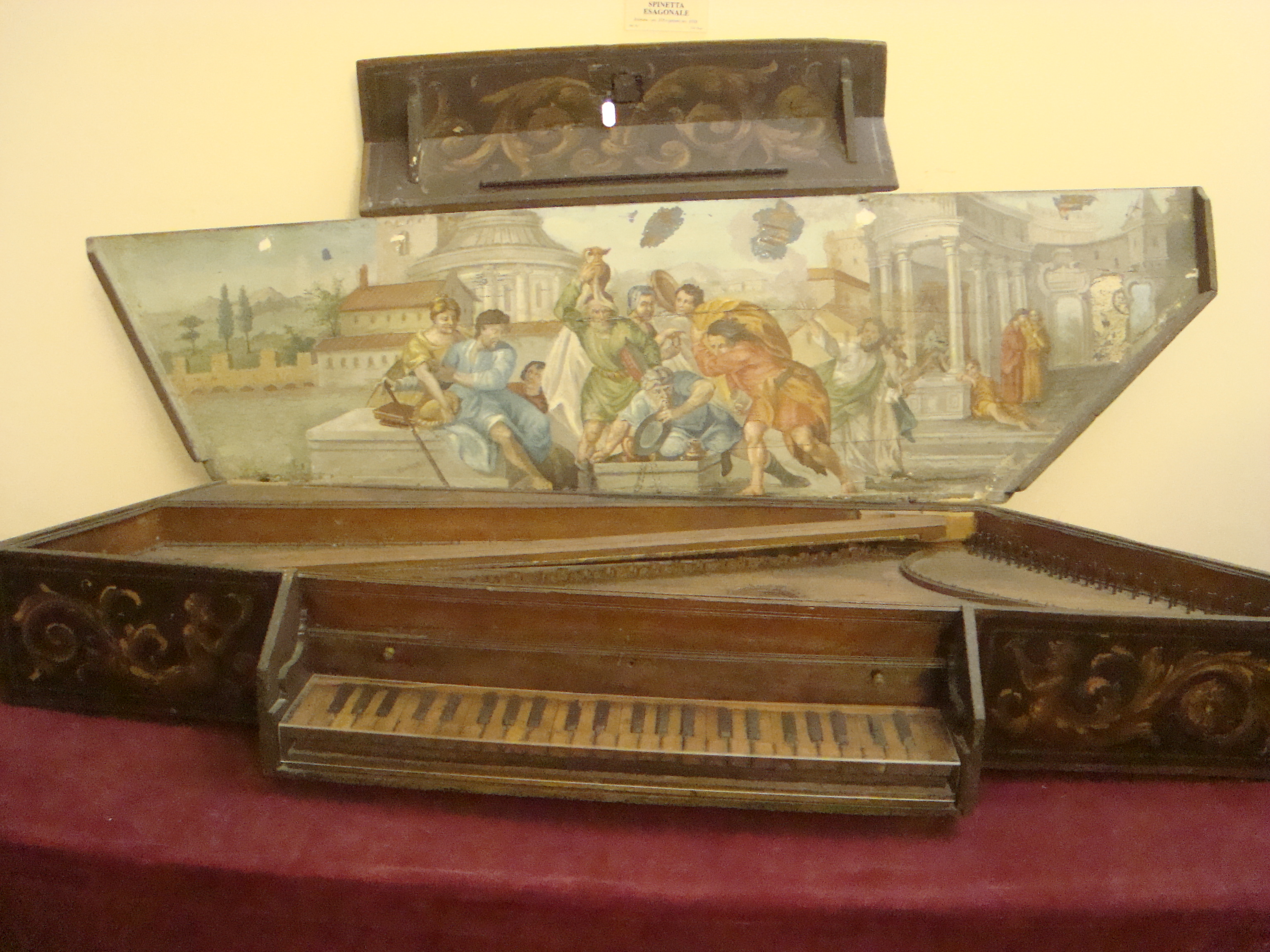
Spinetta esagonale, XVIII sec. (Museo nazionale degli strumenti musicali, Roma)

  - (LA) Isabella Leonarda, Due Motetti, in Il Terzo libro de sacri concenti a 2. 3. e 4. voci di Gasparo Casati Maestro di Cappella nel Duomo di Nouara, Venetia, Bartolomeo Magni, 1640, SBN MUS0156951.
  - (LA) Isabella Leonardi, Due Motetti, in Sacri concentus duarum vocum cum basso continuo auctore Gasparo Casati, Venetii, apud Alexandrum Vincentium, 1654, SBN MUS0156956.
  -  Isabella Leonarda, Sacri concenti a una, due, tre, et quattro voci: op. 3, Milano, fratelli Camagni alla Rosa, 1670, SBN MUS0152867.
  - (LA) Isabella Leonarda, Messa, e Salmi, concertati, & a Capella con Istromenti ad libitum: Opera Quarta, Milano, Fratelli Camagni, 1674, SBN MUS0152866.
  -  Isabella Leonarda, Mottetti a una, due, tre o quattro voci parte con istromenti e parte senza: op. 7, Bologna, Giacomo Monti, 1677, SBN MUS0152865.
  - (LA) Isabella Leonarda, Vespro a cappella della beata Vergine e [11] mottetti concertati, op. 8, Bologna, Giacomo Monti, 1678, SBN MUS0152864.
  -  Isabella Leonarda, [Dodici] Motetti a voce sola: op. 11, Bologna, Giacomo Monti, 1684, SBN MUS0234415.
  -  Isabella Leonarda, [Dieci] Motetti a voce sola: op. 14, Bologna, Giacomo Monti, 1687, SBN MUS0234414.
  -  Isabella Leonardi, [Dieci] Salmi concertati a 4 voci con strumenti: op. 19, Bologna, Marino Silvani, 1698, SBN MUS0152861.
  -  Isabella Leonardi, Motetti a voce sola, con istromenti  op. 20, Bologna, Marino Silvani, 1700, SBN MUS0152860.

- Riedizioni  moderne di spartiti:

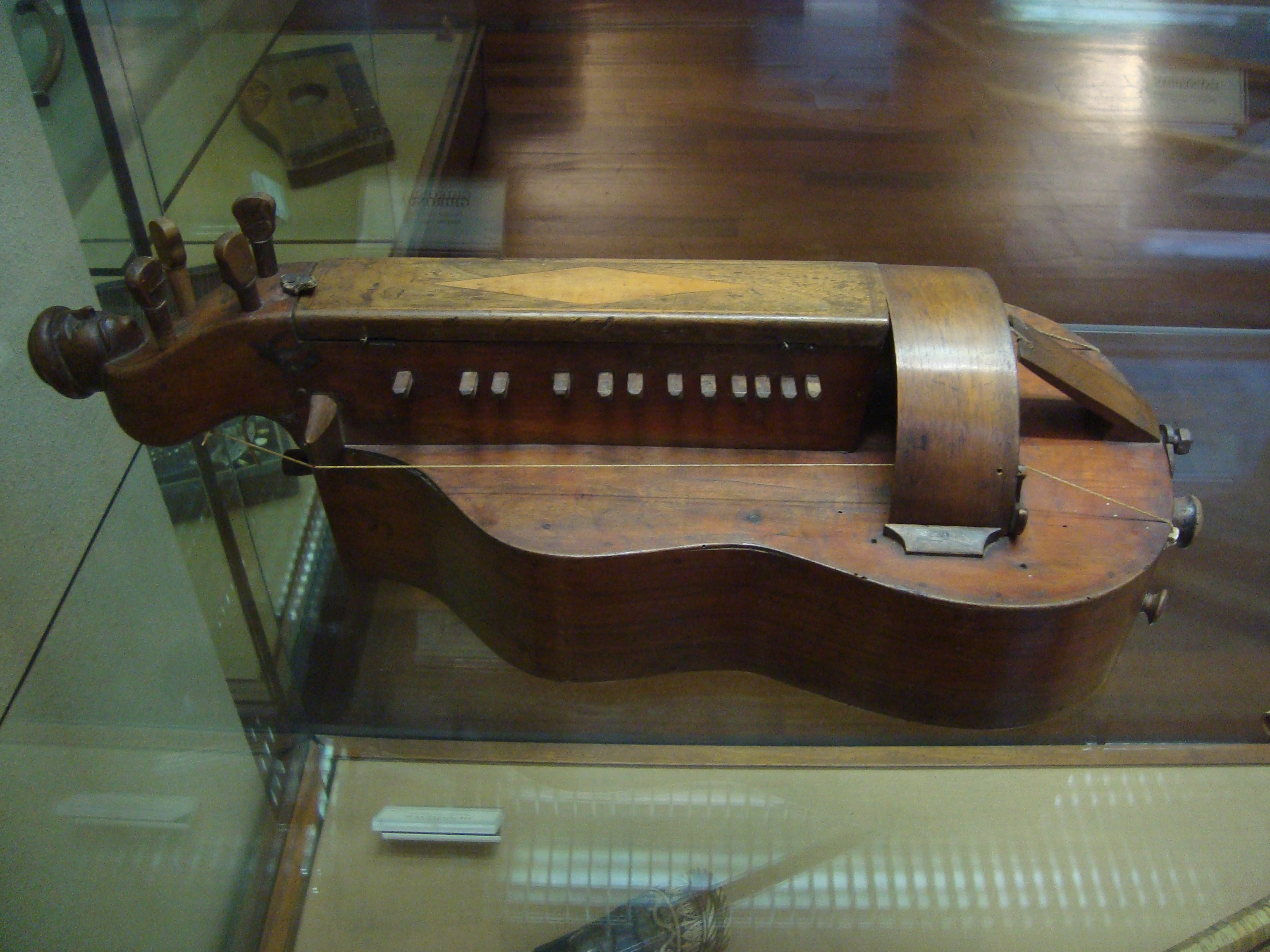
Vielle à roue, XVII sec. (Museo nazionale degli strumenti musicali)

  - (LA) Isabella Leonarda, Surge Virgo: (op. 10, 1684) e Spes mondane:  (op. 6, 1676) / Stewart Carter, editor, in Composers born 1600-1699, New York, G.K. Hall, 1966,  pp. 163-194 e  150-162, SBN LO10780653.
  - (EN) Isabella Leonarda, Ave Regina Caelorum: for SAT soli, mixed chorus (SATB) & continuo, New York, Broude, 1980, SBN BCT0048976. Con traduzione in italiano.
  - (EN) Isabella Leonarda, Sonata duodecima from Opus 16 : 1693: for violin and continuo, Ottawa, Dovehouse, 1983, SBN LO10438402. Partitura e parte. Edizione curata da Barbara Garvey Jackson.
  - (EN) Isabella Leonarda, Selected compositions, Madison (Wis.), A-R editions, 1988, SBN TO00137221.
  - (LA) Isabella Leonarda, Mottetti a voce sola, op. 11 e op. 12 e  Mottetti a voce sola, op. 14, op. 15 e op. 17, in Solo motets from the seventeenth century: facsimiles of prints from the Italian Baroque / selected with introductions by Anne Schnoebelen, New York, Garland, 1988, SBN UBO1173103.
  - (EN)  e (LA) Isabella Leonardi, Three sacred works: for soprano, two violins and organ continuo / edited by Barbara Garvey Jackson, Fayetteville (Ark.), ClarNan Editions, 1996, SBN UBO3495016.
  - (LA) Isabella Leonarda, Selected compositions, Madison, A-R, 1998, SBN TO00137220.
  - (LA) Isabella Leonarda, Surge virgo (op. 10, 1684): for SATB voices and organ, Mount Airy, Hildegard Publishing Company, 1998, SBN TO01874643. Partitura.
  - (EN) Isabella Leonarda, Twelve Sonatas, Opus 16 / edited by Stewart Carter, Middleton (Wis.), A-R Editions, 2001, SBN UBO1618161.
  -  Isabella Leonardi, Sonate a 1, 2, 3, e 4 istromenti: opera decima sesta (1693) / a cura di Paolo Monticelli, Lucca, Libreria musicale italiana, 2003, SBN CFI0601163.
  - (LA) Isabella Leonarda, Vespro a cappella della Beata Vergine e mottetti concertati: opera ottava (1678) / a cura di Paolo Monticelli, Lucca, Libreria musicale italiana, 2005, SBN CFI0653058.
- Registrazioni musicali sonore:
  -  Isabella Leonardi, Isabella Leonarda: La Musa Novarese / Loredana Bacchetta, soprano; Caterina Calvi, contralto; Gianluca Ferrarini, tenore; Luca Ferracin, basso; Gruppo Vocale Musica Laudantes; Riccardo Doni, Maestro del Coro; Cappella Strumentale del Duomo di Novara; Paolo Monticelli, direttore, Paris, Opus 111, 1997, SBN TO01667562. 1 Compact Disc (70 min., 50 sec.): 1.4 m./sec (compact disc), Digitale, Stereofonico; 4 3/4 in. (12 cm). Informazioni storiche sulla musica e sul testo.
  -  Isabella Leonarda, Sonate a 1. 2. 3. e 4 istromenti, opus 16 (1693) / Isabella Leonarda [eseguite da] Concentus Romae, Roma, Ed. Musicali 3º Millennio, 2004, SBN RMS2623949. 1 compact disc (72 min., 54 sec.); 12 cm, 1 fascicolo di testo.
  - (LA) Isabella Leonarda, Vespro a cappella della Beata Vergine / Isabella Leonarda; Collegium vocale et instrumentale Nova Ars Cantandi; direttore Giovanni Acciai, Bologna, Tactus, 2006, SBN LO11390955. 1 Compact Disc (49 min 40 s): DDD; 12 cm, + 1 fascicolo di programma.
  - (LA) Isabella Leonardi, Gloria in excelsis Deo, in Cappella Artemisia: Scintillate, amicae Stellae: il Natale nei conventi italiani tra Cinquecento e Seicento, Bologna, Tactus, 2011, SBN DDS1666635. Direzione di Candace Smith. Compact Disc, suono stereofonico, registrazione digitale.
- Trascrizioni ed interpretazioni:
  -  Isabella Leonardi, 11 sonate per 2 violini, violone e b.c: 1 sonata per violino e b.c.: op. 16: Bologna 1693 / Isabella Leonarda (1620 ca.- 1700 ca.), Albese con Cassano, Musedita, 2000, SBN BVE0593710. Edizione diplomatico-interpretativa, trascrizione a cura di Alessandro Bares.
  -  Isabella Leonarda, Sonate a 1., 2., 3. e 4. istromenti d'Isabella Leonarda madre vicaria nel nobilissimo collegio di S. Orsola in Novara: opera decima sesta consacrata al merito incomparabile di monsignor illustriss. e reverendiss. Federico Caccia patrizio di Novara nontio apostolico di sua maestà cattolica, ed arcivescovo di Milano, Albese con Cassano, Musedita, 2000, SBN CFI0727787. Edizione diplomatico-interpretativa, partitura e parti, trascrizione a cura di Alessandro Bares.
  -  Isabella Leonarda, Isabella Leonarda 1620-1704: Salmi per il Vespro della Beata Vergine di Loreto opera 19 - 1698, Roma, TerreSommerse, 2012, SBN RMS2578292. Trascrizione e revisione a cura di Remo Guerrini.